# 小倉知巳
小倉 知巳（おぐら ともみ、1977年 - ）は日本の料理人。レストラン REGALO（レガーロ） のオーナーシェフ。
YouTube で「小倉知巳のイタリアンプロ養成講座」というチャンネルを開設し、登録者は10万人を超えている。来客者のことを生徒と呼んでいることが特徴。
REGALO の厨房で撮影を行い料理の様子を余すことなく伝えている。自由で忌憚のない喋り方に対し、しばしば映像の字幕に注釈が入る。
小倉知巳は大学在学中に調理師免許を取得。卒業後はイタリアで修行したのち、西新宿のイタリアンレストラン「カッフェアロマティカ」で修行。ここで生涯の師と仰ぐ坂内正宏と出会う。その後同じ坂内正宏シェフがオーナーの幡ヶ谷の「DIRITTO」にて4年間修行したのち、2008年に独立。
富ヶ谷に「REGALO dal DIRITTO」を開店する。2010年に移転し店名を「REGALO」と変更。REGARO は2016年にミシュランの一ツ星を獲得、その後も継続して一ツ星の評価を得ている。
2021年9月よりYouTubeのチャンネルを開設し、2022年8月にYouTubeより銀のたてを贈呈される。

## 著書
- 一つ星イタリアンのミニマル最高パスタ
- 食べるためだけにイタリアに行く